# 小松市立東陵小学校
小松市立東陵小学校（こまつしりつ とうりょうしょうがっこう）は、石川県小松市西軽海町にある公立小学校。

## 沿革
- 1974年（昭和49年） - 小松市立中海小学校から分離し、開校。第1期校舎完成。
- 1978年（昭和53年） - 校歌・校旗を制定。第2期校舎完成。
- 1981年（昭和56年） - 第3期校舎完成。

## 通学区域
- 小松市希望丘、光陽町、西軽海町

卒業生は基本的に小松市立中海中学校へ進学する。

## 周辺
南部は丘陵地にある小規模な団地（軽海団地）で、小学校もその中にある。北部は田園地帯。
- 梯川
- 石川県立小松商業高等学校
- 小松軽海郵便局
- 国道360号
- 加賀産業開発道路

## 交通
- 小松バス麦口線・ハニベ線 軽海団地にて下車

かつては丘陵地北側を北陸鉄道小松線が東西に走っていたが、1986年に廃止された。